# Yella Beezy
Yella Beezy, de son vrai nom Deandre Conway, né le 21 octobre 1991 à Dallas au Texas, est un rappeur américain.

## Biographie

### Jeunesse
Yella Beezy naît le 21 octobre 1991 à Dallas, et grandit dans le quartier d'Oak Cliff (en) situé dans cette même ville. Le 14 février 1994, le jour de la fête des mères, son père se fait assassiner dans leur domicile. Il commence à rapper à l'âge de 13 ans, et, adolescent, il pratique le basket-ball et le football américain, rêvant de devenir joueur professionnel de football américain.

### Carrière
À l'âge de 14 ans, Yella Beezy publie sa première mixtape intitulée Mash Mode Overload. Puis sort les mixtapes Lil Yella Mane en 2012, Country Rap Tunes en 2015, Lite Work en 2016 et Broke Nights Rich Days en 2017. 
En 2016, Yella Beezy sort le titre Trap in Designer qui obtient un grand succès local.
En 2017 sort le titre That's On Me ; lequel atteint la première place du Billboard Mainstream R&B/Hip-Hop (en) et le fait connaître mondialement.
Le 14 octobre 2018, un mois après avoir ouvert le concert de Beyoncé et Jay-Z à Dallas, Yella Beezy est atteint de 3 coups de feu alors qu'il conduit sur l'autoroute à hauteur du péage de Lewisville,,. Il sort de l'hôpital deux semaines après, le 27 octobre,.
En mars 2019, Yella Beezy sort le titre Bacc At It Again en collaboration avec Quavo et Gucci Mane; puis sort la mixtape Baccend Beezy en juillet de cette même année.

## Discographie

### Mixtapes
- 2006 : Mash Mode Overload
- 2012 : Lil Yella Mane
- 2015 : Country Rap Tunes
- 2016 : Lite Work
- 2017 : Broke Nights Rich Days
- 2017 : Lite Work, Vol. 2
- 2018 : Ain't No Goin' Bacc
- 2019 : Baccend Beezy